# Izydor Edward Chrząszcz
Izydor Edward Chrząszcz (ur. 1 listopada 1898 w Busku, zm. wiosną 1940 w Charkowie) – polski nauczyciel, historyk, badacz dziejów stosunków polsko-kozackich, kapitan piechoty rezerwy Wojska Polskiego.

## Życiorys
Urodził się 1 listopada 1898 w Busku, w ówczesnym powiecie kamioneckim Królestwa Galicji i Lodomerii, w rodzinie Józefa i Joanny z Młotów.
W latach 1916–1918 w armii austriackiej, a od 1918 w Armii Polskiej we Francji. Uczestnik wojny polsko-bolszewickiej w szeregach 54 pułku piechoty. Do 27 maja 1920 dowodził 10 kompanią. Został ranny i odznaczony Krzyżem Walecznych. Na początku 1922 został zdemobilizowany i przydzielony w rezerwie do 54 pp w Tarnopolu. W 1934, jako oficer rezerwy pozostawał w ewidencji Powiatowej Komendy Uzupełnień Gródek Jagielloński i posiadał przydział do 6 pułku strzelców podhalańskich w Samborze. Na stopień kapitana rezerwy został mianowany ze starszeństwem z 19 marca 1939 i 175. lokatą w korpusie oficerów piechoty.
Studiował historię na Uniwersytecie Lwowskim uzyskując doktorat w 1932 roku pod kierunkiem Stanisława Zakrzewskiego (Stosunki Chmielnickiego z Turcją i Tatarami w latach 1648 aż do poddania się Turcji w II połowie 1650 roku). Zamordowany przez NKWD wiosną 1940 roku jako jedna z ofiar zbrodni katyńskiej
W nieznanych okolicznościach dostał się do sowieckiej niewoli i został osadzony w Starobielsku. Wiosną 1940 został zamordowany przez funkcjonariuszy NKWD w Charkowie i pogrzebany w Piatichatkach. Od 17 czerwca 2000 spoczywa na Cmentarzu Ofiar Totalitaryzmu w Charkowie.
5 października 2007 minister obrony narodowej Aleksander Szczygło mianował go pośmiertnie na stopień kapitana (sic!). Awans został ogłoszony 9 listopada 2007, w Warszawie, w trakcie uroczystości „Katyń Pamiętamy – Uczcijmy Pamięć Bohaterów”.

## Wybrane publikacje
- Poddanie się Chmielnickiego Turcji w r. 1650, Jaworów 1929.
- Stosunki kozacko-tatarskie z uwzględnieniem stosunków z Turcją, Mołdawią i Siedmiogrodem w I połowie 1649 roku, Lwów 1929.
- Pierwszy okres buntu Chmielnickiego w oświetleniu uczestnika wyprawy żółtowodzkiej i naocznego świadka wypadków, Lwów 1936.